# اریش فن دروگالسکی
اریش داگوبرت فن دروگالسکی (آلمانی: Erich von Drygalski؛ ۹ فوریه ۱۸۶۵ – ۱۰ ژانویه ۱۹۴۹) یک جغرافی‌دان اهل آلمان بود.